# Cabra florida
La cabra florida, también conocida como cabra florida sevillana, es una raza caprina española originaria del medio y bajo Guadalquivir, en Andalucía. Recibe su nombre por tener capa florida, tiene libro genealógico desde 2003 y está clasificada como raza autóctona de fomento, siendo su orientación productiva la láctea.  